# Ján
Ján ist eine slowakische Form des männlichen Vornamens Johannes.

## Namensträger
- Ján Babjak (* 1953), Metropolit der griechisch-katholischen Kirche in der Slowakei
- Ján Bendík (* 1965), slowakischer Pokerspieler
- Ján Bernát (* 2001), slowakischer Fußballspieler
- Ján Čapkovič (* 1948), slowakischer Fußballspieler
- Ján Čarnogurský (* 1944), slowakischer Politiker
- Ján Černoch (1852–1927), ungarisch-slowakischer Geistlicher, Erzbischof von Esztergom, siehe János Csernoch
- Ján Cikker (1911–1989), slowakischer Komponist
- Ján Ďurica (* 1981), slowakischer Fußballspieler
- Ján Figeľ (* 1960), slowakischer Politiker
- Ján Filc (* 1953), slowakischer Eishockeytorwart
- Ján Geleta (* 1943), slowakischer Fußballspieler
- Ján Golian (1906–1945), slowakischer Brigadegeneral
- Ján Harniš (* 1985), slowakischer Rennrodler
- Ján Hirka (1923–2014), slowakischer Geistlicher, Bischof von Prešov
- Ján Hollý (1785–1849), slowakischer Dichter und Übersetzer
- Ján Homér (* 1980), slowakischer Eishockeyspieler
- Jan Hus  (1369–1415), deutsch-tschechischer Theologe, Prediger und Reformator
- Ján Kocian (* 1958), slowakischer Fußballspieler und -trainer
- Ján Kollár (1793–1852), slowakischer Lyriker und Gelehrter
- Jan Kozák (1921–1995), tschechischer Schriftsteller
- Ján Kozák junior (* 1980), slowakischer Fußballspieler
- Ján Kozák senior (* 1954), slowakischer Fußballspieler und -trainer
- Ján Kožiak (* 1978), slowakischer Fußballspieler
- Ján Kubiš (* 1952), slowakischer Diplomat
- Ján Laco (* 1981), slowakischer Eishockeytorwart
- Ján Langoš (1946–2006), slowakischer Politiker
- Ján Lašák (* 1979), slowakischer Eishockeytorwart
- Ján Lipský (1766–1826), slowakischer Kartograf und Offizier
- Ján Markoš (* 1985), slowakischer Schachspieler
- Ján Michalko (Theologe) (1912–1990), slowakischer Theologe
- Ján Mikolaj (* 1953), slowakischer Politiker
- Ján Mucha (* 1982), slowakischer Fußballspieler
- Ján Novota (* 1983), slowakischer Fußballspieler
- Ján Orosch (* 1953), slowakischer Geistlicher, Erzbischof von Trnava
- Ján Pivarník (* 1947), slowakischer Fußballspieler  und -trainer
- Ján Plachetka (* 1945), slowakischer Schachspieler
- Ján Počiatek (* 1970), slowakischer Politiker
- Ján Popluhár (1935–2011), slowakischer Fußballspieler
- Ján Scitovský (1785–1866), slowakischer Geistlicher, Erzbischof von Gran
- Ján Šipeky (* 1973), slowakischer Radrennfahrer
- Ján Slota (* 1953), slowakischer Politiker
- Ján Smrek (1898–1982), slowakischer Schriftsteller und Herausgeber
- Ján Sokol (* 1933), slowakischer Geistlicher, Erzbischof von Trnava
- Ján Starší (1933–2019), slowakischer Eishockeyspieler und -trainer
- Ján Švehlík (* 1950), slowakischer Fußballspieler und -trainer
- Ján Svorada (* 1968), slowakischer und tschechischer Radrennfahrer
- Ján Tabaček (* 1980), slowakischer Eishockeyspieler
- Ján Valach (* 1973), slowakischer Radrennfahrer
- Ján Vályi (1837–1911), ukrainisch-slowakischer Geistlicher, Bischof der Eparchie Prešov
- Ján Zachara (1928–2025), slowakischer Boxer
- Ján Zápotoka (* 1988), slowakischer Fußballspieler
- Ján Zelenčík (* 1979), slowakischer Skispringer